# Braccio da Montone
Braccio da Montone, seudónimo de Andrea Fortebracci, también conocido como Braccio da Perugia o Andrea di Montone (Montone 1 de julio de 1368 - L'Aquila 5 de junio de 1424).
Famoso militar mercenario italiano, representante de una casta de Capitani di ventura, tan numerosos en la Italia medieval y renacentista. Hijo de Oddo Fortebracci y de Giacoma Montemelini. En sus filas batalló el que posteriormente sería famoso condotiero Bartolomeo Colleoni.
Fue considerado un ejemplo de conducta violenta y sin escrúpulos, al igual que muchos condottieri de su época. Según Muratori, su irreligiosidad era tan fuerte que, oyendo cantar salmos a unos frailes, ordenó lanzarlos de cabeza desde lo alto de una torre; a su vez, según este historiador, «era, no obstante, bueno y leal con sus soldados y un gran caudillo».